# Paramarbla azami
Paramarbla azami is een vlinder uit de familie spinneruilen (Erebidae), onderfamilie donsvlinders (Lymantriinae). De wetenschappelijke naam van deze soort is voor het eerst geldig gepubliceerd in 1909 door Kheil.
De soort komt voor in tropisch Afrika.